# Циклогептен
Циклогептен — соединение встречается в цис- и транс-форме, причем транс-форма нестабильна и превращается в цис-форму при -40 ° С. Транс-форма является наименьшим известным кольцом с транс- двойной связью.

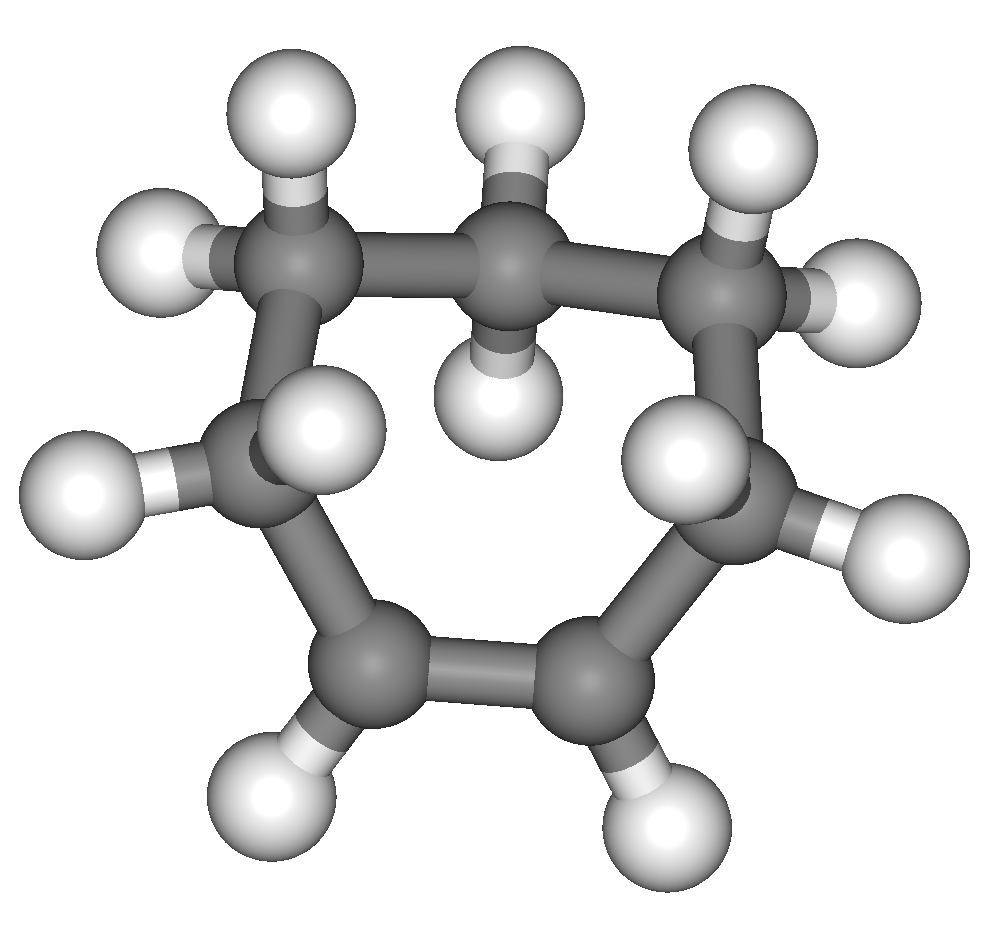
цис-циклогептен

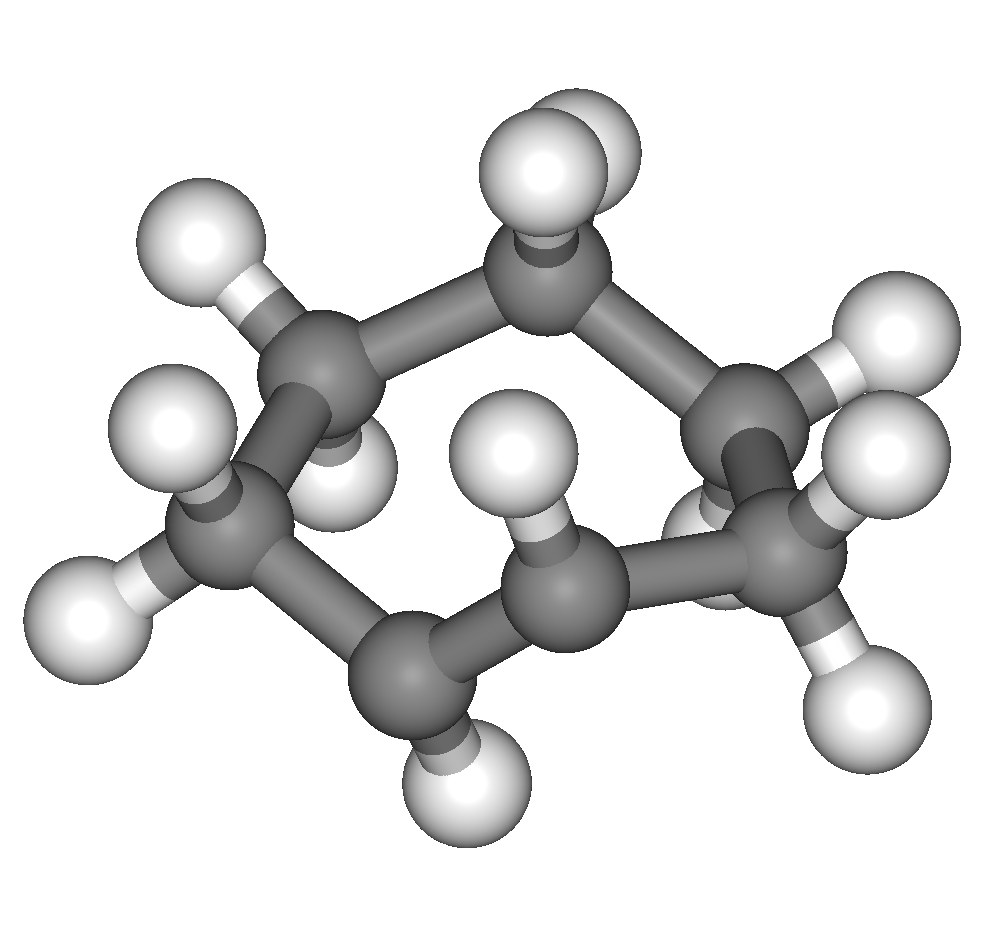
транс-циклогептен

## Свойства
Циклогептен - жидкость от бесцветного до желтоватого цвета с неприятным запахом, практически нерастворимая в воде. Он не гомополимеризуется, а образует сополимеры с этиленом.

## Опасность
Пары циклогептена образуют взрывоопасную смесь с воздухом.